# أحمد حسام ميدو
أحمد حسام حسين عبد الحميد وصفي (مواليد 23 فبراير 1983) المعروف باسم ميدو، هو مدرب كرة قدم مصري. وهو أيضا مقدم تلفزيوني ولاعب كرة قدم سابق، لعب كمهاجم.
ميدو بدأ مشواره مع الزمالك في مصر في عام 1999. انتقل لنادي جنت في بلجيكا في عام 2000، حيث فاز بجائزة حذاء الأبنوس. أدى ذلك إلى انتقاله إلى الفريق الهولندي أياكس في عام 2001 قم التحق بسيلتا فيجو على سبيل الإعارة في عام 2003. الوجهة المقبلة كانت مرسيليا في فرنسا وتركها بعد ذلك لينتقل للفريق الإيطالي روما في عام 2004. انضم إلى الفريق الإنجليزي توتنهام هوتسبير على سبيل الإعارة لمدة 18 شهرا في عام 2005 وفي نهاية المطاف انضم إلى النادي بشكل دائم في عام 2006. ترك ميدو النادي في 2007 للانضمام إلى ميدلزبره، ثم انضم بعد ذلك إلى ويجان أثليتيك، الزمالك، وست هام يونايتد وأياكس على سبيل الإعارة. في عام 2011، عاد إلى الزمالك قبل الانضمام إلى بارنسلي في عام 2012. كما لعب ميدو لصالح منتخب مصر 51 مرة، وسجل 20 هدفا. اعتزل ميدو كرة القدم في يونيو 2013.

## المسيرة مع الأندية

### الزمالك
ولد ميدو في القاهرة، وبدأ مسيرته في الدوري المصري الممتاز مع نادي الزمالك في عام 1999. شارك في الدوري لأول مرة في 22 مايو 2000 في التعادل 0-0 ضد القناة. في الأسبوع التالي، سجل ميدو هدفين ضد الألومنيوم وفاز الزمالك بنتيجة 3-2. كانت مشاركته الأفريقية لأول مرة في يوم 28 مايو 2000 في الفوز 2-1 ضد البن الإثيوبي، مما جعل مجموع نتيجة مباراتي الذهاب والعودة 3-3، مما أدى إلى لعب ركلات جزاء والتي فاز فيها الزمالك 4-2. وصل الزمالك في نهاية المطاف إلى نهائي كأس الكؤوس الأفريقية ونجح في الفوز على الفريق الكاميروني كانون ياوندي 4-3 في مجموع المباراتين. جذبت عروض ميدو القوية اهتمام النادي البلجيكي جنت.

### جنت
في عام 2000، في سن السابعة عشر، وقع ميدو مع جنت. في البداية كان يعاني من الحنين إلى الوطن، وعاد إلى مصر بعد وقت قصير من وصوله إلى بلجيكا. عمل ميدو جاهدا على محاربة تحفظاته وفي النهاية تغلب عليها، ووصف ذلك في كلماته بأنه اكتسب «عقلية احترافية». أعجب مدرب جنت باتريك ريمي بتعامل ميدو مع الوضع وقام بترقيته إلى الفريق الأول في سبتمبر 2000، ووضعه في البداية على مقاعد البدلاء. ومع ذلك، استمر ميدو في إثارة إعجاب ريمي الذي علق على «مسؤوليته... [و] قدراته التقنية العظيمة». أصبح ميدو في نهاية المطاف لاعبا أساسيا في الفريق الأول، وشارك في الدوري لأول مرة في 27 أغسطس 2000 في مباراة انتهت بنتيجة 4-1 خارج أرضه ضد Eendracht Aalst. في 2 أكتوبر 2000، سجل ميدو أول هدف له في فوز بنتيجة 2-1 ضد ستاندرد لييج. أولى مبارياته الأوروبية جاءت يوم 12 سبتمبر 2000، حيث عانى فريقه من هزيمة بنتيجة 6-0 أمام ضيفه أياكس. أصبح ميدو مفضلا لدى الجماهير، وقد أشيد به من قبل الصحافة البلجيكية في نهاية الموسم. نجح ميدو في الفوز بحذاء الأبنوس البلجيكي في عام 2001 كأفضل لاعب أفريقي في الدوري البلجيكي الممتاز، فضلا عن فوزه بلقب «اكتشاف العام». كما جذب اهتمام الأندية الكبرى سواء في بلجيكا أو في الخارج، أنهى الموسم بأداء قوي ضد رويال أنتويرب، وسجل واحد من أهداف فريقه في الفوز 3-1 وصنع الاثنين الآخرين. بعد ذلك بعامين، وصف ريمي المباراة لصحفي مصري قائلا أن «ميدو فعل كل شيء.» أنهى الموسم برصيد 11 هدفا من 21 مباراة، كما حاز جنت على المركز الخامس، وحصلوا على مقعد في الموسم التالي من كأس إنترتوتو 2001.

### أياكس
بعد نجاحه في بلجيكا مع جنت، وقع ميدو عقدا لمدة خمس سنوات مع فريق الدوري الهولندي أياكس في عام 2001. تعرض لارتجاج في المخ خلال مباراة في كأس الاتحاد الاوروبي مع ليماسول، بعد اصطدامه مع المدافع. وعاد ميدو للمشاركة مع الفريق ضد هيرينفين، المباراة التي خسرها أياكس 5-1. تعرض ميدو للطرد ضد تفينتي، بعد أن ركل Grujić بينما كان يحاول الحصول على الكرة، ومنح في وقت لاحق حظرا لمدة ثلاث مباريات. عاد لأياكس ضد فيتيس، وشارك بديلا في الدقيقة 75. لم يتم اختيار ميدو في القائمة ضد فينورد في مارس 2002، والذي كان بسبب اشتباك بسيط مع المدرب رونالد كومان وغادر ميدو لقضاء إجازة قصيرة في القاهرة. وسجل ميدو في فوز أياكس على أوتريخت في نهائي كأس هولندا، وأنهى موسم 2001-02 بالفوز بثنائية الدوري والكأس.
لعب 32 دقيقة فقط ضد جرونينجن، بعد تقديم أداء وصف بأنه يفتقر إلى الإبداع. وقال بعد ذلك أنه كان متعبا وكان يعاني من إصابة طفيفة خلال المباراة، لكن كومان انتقد ميدو قائلا أنه «لا يبذل كل ما بوسعه». وكشف في سبتمبر 2002 أنه يريد أن يترك أياكس في فترة الانتقالات الشتوية في أواخر ديسمبر. ومع ذلك، اعتذر ميدو بعدها لكومان وليو بينهاكر فيما يتعلق بالتعليقات حول الرغبة في الانتقال، قائلا إنه كان «غير مسؤول». تلقى غرامة مع الإيقاف من المباراة ضد أولمبيك ليون. في ديسمبر من ذلك العام، كشف عن أنه يريد البقاء في اياكس. سجل لأياكس خلال الفوز بنتيجة 6-0 على فيلم تو في فبراير 2003، ولكن كومان مرة أخرى انتقد ميدو، وأعطى تعليقا سلبيا على أدائه ضد رودا في الكأس. لم يشارك ميدو في المباراة التالية ضد فينورد وكان بديلا. عانى من شد عضلي في الفخذ العلوي بعد ودية مع منتخب مصر، واستبعد من المباراة ضد جرونينجن. ثم تم إرجاع ميدو إلى الفريق الرديف «لأسباب تأديبية»، بخصوص افتقار الجهد في التدريب. أدى وضعه في النادي إلى تلقيه الاهتمام من فرق الدوري الايطالي يوفنتوس ولاتسيو، واعترف ميدو في وقت لاحق أنه ألقى مقصا على زميله زلاتان إبراهيموفيتش بعد حدوث خلاف بينهما في مارس 2003.

#### الإعارة لسيلتا فيغو
قدم نادي سيلتا فيغو عرضا لاستعارة ميدو في مارس، وذكرت تقارير أن العرض سقط خلال أيام لأنه لم تتم الموافقة عليه من قبل الفيفا. بيد أن الفيفا سمحت في نهاية المطاف بالانتقال وتم الانتهاء منه في 18 مارس. وسجل في أول مبارياته مع سيلتا فيجو ضد أتلتيك بلباو في مباراة انتهت بفوز سيلتا 2-1. قدر نادي أياكس قيمة ميدو بين 5 ملايين يورو و6 مليون، وسط اهتمام من الأندية في إيطاليا وإسبانيا. ذكر أن نيوكاسل يونايتد على وشك إجراء محاولة للحصول على ميدو في شهر مايو، ولكن استبعد وكيل ميدو "Henrotay" حدوث ذلك. حاولت أياكس جعله يعود إلى النادي، لكنه رفض هذا لصالح البقاء في سيلتا. عانى من إصابة في العضلات أثناء التدريب في مايو، ولكن كان متاحا للعب مع سيلتا فيجو في المباراة ضد فياريال، والتي شهدت طرد ميدو في المباراة التي خسرها سليتا 5-0. تم ربط ميدو مع الانتقال إلى روما في أواخر مايو، مع قول الرئيس فرانكو سينسي: «أريد ميدو»، لكن اياكس أرادوا 15 مليون يورو. رفض أياكس عرض إعارة من ريال بيتيس في يونيو حزيران. تم ربط مرسيليا بميدو وقيل أنه قد تم تقديم عرض للحصول على المهاجم، بينما لم تكن سيلتا مستعدة لتنفيذ مطالب أياكس المادية.

### مرسيليا
قبلت أياكس عرض مرسيليا بـ12 مليون للحصول على ميدو في يوليه، وتم الانتهاء من هذه الخطوة وتوقيع عقد لمدة خمس سنوات في 12 يوليه 2003،  مما جعل ميدو أغلى لاعب كرة قدم مصري في التاريخ حينها. شارك لأول مرة في فوز مرسيليا 1-0 على جانجون في 1 أغسطس 2003. أثنى جان بيير بابان على ميدو قائلا أن بسبب لاعبين مثله فإن الدوري الفرنسي هو من بين أفضل الدوريات الأوروبية. وسجل ميدو ضد ريال مدريد في دوري أبطال أوروبا في نوفمبر، حيث خسرت مرسيليا المباراة بنتيجة 2-1.
ميدو صرح في آذار / مارس 2004 بأنه قد يترك مرسيليا في نهاية موسم 2003-04. تم ربط أحد الأندية الإنجليزية والعديد من الأندية الإسبانية بميدو واهتمامها بالتوقيع معه، والذي كان قد خفت لمعانه في مرسيليا بسبب وجود ديدييه دروجبا. أتلتيكو مدريد، سرقسطة، أوساسونا وناديه السابق سيلتا فيجو كانت مهتمة بالتوقيع ميدو، وتم تأكيد اهتمام أتلتيكو من قبل المدير الفني توني مونيوز. وفي الوقت نفسه، تم القبض على ميدو بسبب مخالفة السرعة في الطريق إلى مباراة مرسيليا ضد موناكو، مما أدى إلى جلسة محكمة. وأشارت التقارير إلى أن روما كانت جاهزة للتوقيع مع ميدو مقابل رسوم تقدر بنحو 9 ملايين يورو على الرغم من ميدو سيكون مصابا لبقية الموسم الجاري. كشف الفريق التركي بشيكتاش أنهم أرادوا التعاقد معه، وذكر ميدو أنه كان من المقرر أن يتحدث مع بوبي روبسون عن انتقال محتمل إلى نيوكاسل يونايتد.

### روما
وقع ميدو في نهاية المطاف مع روما في اليوم الأخير من انتقالات موسم 2004 الصيفية مقابل رسوم قدرها 6 ملايين وتم توقيع عقد لمدة خمس سنوات. تم تأكيد أنه سوف يغيب عن المباراة الافتتاحية من الموسم، وربما المباراتين التاليتين. ولعب ميدو لأول مرة مع روما ضد ميسينا في سبتمبر 2004، ولكن خسرت روما 4-3. أشارت التقارير إلى أن ميدو يمكن أن يتم بيعه إلى فالنسيا في صفقة تبادل مع برناردو كورادي وكان أيضا مرتبط مع الانتقال إلى فريق الدوري الإنجليزي الممتاز مانشستر سيتي. كان من المعتقد أن ساوثامبتون يستهدف الحصول على ميدو، ولكن وكيل أعماله Henrotay قال أن روما لن تكون على استعداد للسماح لميدو بترك النادي. زعمت تقارير أيضا أنه قد تم عرضه على ساوثامبتون على سبيل الإعارة ولكن وكيله الجديد، مينو رايولا، كرر ما قيل سابقا، أن روما يريد أن يبقي ميدو حتى نهاية الموسم على الأقل. تم ربط ميدو مع الانتقال إلى توتنهام هوتسبير، مع تأكيد وكيل أعماله أنه يريد مغادرة روما.

### توتنهام هوتسبير
وقع ميدو مع توتنهام على صفقة إعارة 18 شهر في 28 يناير 2005. وسجل هدفين على توتنهام لأول مرة ضد بورتسموث في 5 فبراير 2005. وسجل 3 أهداف في 11 مباراة خلال موسم 2004-05 لصالح توتنهام. أعلن ميدو عن خطط في يوليه 2005 لإطلاق أكاديمية كرة قدم في مصر، تهدف إلى رعاية المواهب الشابة هناك. في يناير 2006، أعرب عن أنه لا يرغب في العودة إلى روما في نهاية موسم 2005-06، وبدلا من ذلك سيوقع بشكل دائم مع توتنهام. قال مدرب توتنهام مارتن يول أن النادي واثق من التوقيع مع ميدو على اتفاق دائم بسبب أدائه الجيد، ولكن في وقت لاحق اعترف أن توتنهام قد تفشل في الحفاظ على ميدو، مع رغبة أندية أخرى في التعاقد معه. زادت الشكوك حول حدوث الصفقة الدائمة في أبريل 2006 بعد أن تعرض لإصابة جديدة. وعانى ميدو من سوء المعاملة من قسم صغير من مشجعي ساوثامبتون ووست هام يونايتد في عام 2005. اعتذر المدرب آلان باردو لميدو عن سوء المعاملة من قبل المشجعين. أنهى ميدو موسم 2005-06 برصيد 11 هدفا في 27 مباراة، وكان ثاني أفضل هدافي توتنهام. توتنهام أكدت في مايو 2006 أن ميدو سيعود إلى روما.
ومع ذلك، انضم ميدو إلى توتنهام في 29 أغسطس بصفة دائمة مقابل رسوم إضافية تقدر بحوالي €6.75 مليون يورو. بعد عودته إلى توتنهام علق على الموقع الرسمي للفريق أنه «عرف دائما في قلبه أنه سوف يعود» وأنه «لا يمكنه الانتظار لارتداء قميص توتنهام واللعب وتسجيل المزيد من الأهداف». ولكن بعد فترة وجيزة من هذا، تم اتهام ميدو بأنه «غير مسؤول وغير محترم» من قبل مدربه مارتن يول عقب تعليقات ميدو بخصوص لاعب توتنهام السابق سول كامبل. بعد الفشل في التسجيل في أول خمس مباريات كلاعب دائم مع توتنهام، وجد الشباك أخيرا ضد وست هام من تسديدة حسمت لفريقه الفوز في 19 أكتوبر عام 2006، ثم أعقب ذلك بهدفين ضد ميلتون كينيز دونز في كأس الدوري. كان على ميدو أن يتعامل مع كونه الرابع في ترتيب المهاجمين المتنافسين على مركزين أساسيين فقط، لكنه أصر على أن هذا علامة على قوة النادي وأنه كان على علم تام بذلك قبل العودة إلى النادي. إلا أنه بعد ذلك كان مرتبطا مع الانتقال إلى مانشستر سيتي. سجل ميدو ما كان يعتقد أنه سيكون هدفه الأخير مع توتنهام في 31 يناير 2007 ضد أرسنال، ولكن الانتقال إلى مانشستر سيتي فشل في النصف الساعة السابقة لإغلاق فترة الانتقالات الشتوية. واعترف ميدو بأنه ارتكب خطأ بالانضمام إلى توتنهام بصفة دائمة. أنهى ميدو موسم 2006-07 بتسجيل 5 أهداف في 23 مباراة.

### ميدلزبره
وافق توتنهام على عرض برمنغهام سيتي 6 مليون جنيه إسترليني من أجل الحصول على ميدو في 20 يوليه 2007. قال المدرب ستيف بروس أن هذه الخطوة كانت على وشك الانهيار بسبب خلاف على مطالب ميدو حول الأجور وطول العقد. فشلت الصفقة في نهاية المطاف بسبب عدم الاتفاق على شرط في العقد أصر ميدو على وجوده. في آب / أغسطس 2007، قدم سندرلاند عرض بحوالي 6 ملايين جنيه استرليني وبدأت محادثات، وبعد ذلك أكد مسؤولو برمنغهام أنهم يحاولون إحياء صفقة توقيع ميدو. ثم كشفت ميدلسبره عن رغبتها في التعاقد معه، وعرضوا نفس المبلغ المعروض من برمنغهام وسندرلاند وتحدثوا معه. في نهاية المطاف نجحوا في التوقيع مع ميدو مقابل 6 ملايين جنيه استرليني وتم الاتفاق على عقد مدته أربع سنوات في 16 أغسطس 2007. وسجل في أول مباراة له مع ميدلسبره ضد فولهام وفي أول مباراة على أرض فريقه كذلك ضد نيوكاسل يونايتد. خلال مباراة نيوكاسل، ذكرت تقارير تعرض ميدو لعبارات معادية للإسلام من بعض أنصار نيوكاسل، وبدأ اتحاد كرة القدم الإنجليزي (FA) تحقيقا في القضية.
عانى من كسر في عظم العانة، ما أبعده عن الملاعب لأكثر من ثلاثة أشهر من تشرين الثاني / نوفمبر 2007 حتى عاد إلى الفريق الأول في مباراة انتهت بانتصار ميدلزبره 2-0 في كأس الاتحاد الانجليزي على مانسفيلد تاون في 26 يناير 2008. تم طرده في الدقيقة 80 في مباراة ضد أرسنال في 15 مارس 2008 بعد أن ركل كليشي في وجهه، مما أدى إلى حصوله على حظر لثلاث مباريات. وتم استبعاد ميدو للفترة المتبقية من موسم 2007-08 في أبريل بعد عملية فتق بسبب إصابة حوضية. كان ميدو على دكة البدلاء مع ميدلسبره في افتتاح الدوري الممتاز ضد ناديه السابق توتنهام وشارك كبديل في الدقيقة 82 وسجل بعد أربع دقائق. في عطلة نهاية الأسبوع التالية سجل ضد ليفربول في أنفيلد لوضع ميدلسبره في المقدمة بنتيجة 1-0، لكن في نهاية المطاف خسر فريقه المباراة 2-1. وأعقب ميدو هذا الهدف بأهداف ضد يوفيل تاون في كأس الدوري وبورتسموث في الدوري. وكان ميدو مرة أخرى مستهدفا من قبل بعض مشجعي نيوكاسل أثناء الإحماء قبل تعادل ميدلسبره 0-0، وتم التحقيق من قبل الاتحاد الإنجليزي بخصوص عبارات عنصرية. وكشف عن غضبه من الاتحاد الإنجليزي، معتقدا أنه لن يشكل أي فارق ولن يمنع حدوث تجاوزات جديدة في المستقبل. تم القبض على اثنين من الرجال في نهاية المطاف بسبب الهتاف وكان من المقرر أن يتم عرضهم أمام محكمة.

### العودة إلى الزمالك
عاد أحمد حسام (ميدو) للعب في مصر إلى نادي الزمالك معاراً من نادي ميدلزبره بعد هبوط الأخير إلى دوري الدرجة الأولى، وتمتد فترة الإعارة لسنة واحدة وبلغت قيمة الصفقة 4 ملايين جنيه مصري.

### الإعارة لأياكس
انتقل ميدو لنادي أياكس الهولندي في فترة الانتقالات الشتوية عام يناير 2010 معاراً من نادي ميدلزبره وبعد إنهاء عقد الإعارة مع نادي الزمالك. تأق مع اياكس مجددا تحت قياده مدربه السابق في توتنهام مارتن يول وسجل ميدو 3 اهداف لاياكس في 6 مباريات ولكنه اتخذ قرار الرحيل عن الفريق فجأة بعد استقاله مارتن يول من تدريب الفريق والتعاقد مع فرانك دى بور ليقرر الاعتماد على الشباب.

### العودة إلى الزمالك من جديد
عاد الي الزمالك ثانياً في يناير 2011 بعقد بيع نهائي من نادي ميدلزبره.

### نادي بارنسلي
أعلن ميدو في 21 يونيو 2012 عن انتقاله إلى نادي بارنسلي الذي ينافس في دوري الدرجة الأولى الإنجليزي.

### الاعتزال
أعلن ميدو في 11 يونيو 2013 عن اعتزالة كرة القدم نهائيا بعد مشوار حافل في الملاعب دافع خلاله عن الوان العديد من الفرق الأوروبية الكبرى معلنا عن ذلك عبر حسابه على موقع تويتر للتواصل الاجتماعي على الإنترنت قائلا: «اليوم أعلن اعتزالي لعب كرة القدم نهائيا.. أشكر كل من ساندني خلال مشواري .. خاصة جمهور بلدي العظيم».

## مسيرته مع المنتخب
إنضم سنة 2001 لمنتخب مصر بدعوة من الكابتن محمود الجوهري الذي منحه الثقة بالخط الأمامي جوار حسام حسن، سجل ميدو 19 هدف في 51 مباراة دوليه مع المنتخب المصري وذلك المعتمد من الفيفا فقط بخلاف المباريات الودية الغير مدرجة باجندة الفيفا. وكانت المباراة الأولى له ضد المنتخب الإماراتي وسجل خلالها أول أهدافه مع المنتخب المصري، ونجح ميدو بجذب الأنظار إليه بقوة بتصفيات كأس العالم 2002 خاصة عندما أحرز هدف فوز مصر بمرمي السنغال بالقاهرة وهو الهدف الذي أعاد الكثير من الهيبة للمصريين آنذاك، وأحرز الهدف الأول في بطولة كأس الأمم الأفريقية 2006 في مباراة الافتتاح أمام ليبيا والتي انتهت بنتيجة 3-0.

### الأزمة مع شحاتة

اللاعب أحمد حسام اعترض على تبديله، حسب زعمه، بصورة غير لائقة في مباراة السنغال في الدور قبل النهائي لكأس الأمم الأفريقية 2006.

عندما قام حسن شحاتة إجراء تبديل بخروج أحمد حسام ونزول عمرو زكي مكانه في مباراة المنتخب المصري امام نظيره السنغالى في الدور قبل النهائي للأمم الأفريقية 2006، احتج ميدو على التبديل بصورة غير لائقة. وقد وقع الاتحاد المصري عقوبة الإيقاف لمدة 6 أشهر على اللاعب لما بدر منه.
توترت العلاقة بين الرجلين مجددا قبيل بطولة كأس الأمم الأفريقية 2010 عندما أستبعد شحاتة ميدو من القائمة النهائية بعد استدعائه للقائمة الأولية المستعدة للبطولة. ولكن اعترض ميدو بشدة على طريقة استبعاده قائلا «علمت باستبعادي عن طريق المواقع الإلكترونية، ولا أعتقد أن هذا هو الأسلوب الأمثل ليتبعه الجهاز الفني للمنتخب»، مضيفا انه شعر بالإهانة.
وانتقد حسام حسن (مدرب ميدو وقتها في نادي الزمالك) حسن شحاتة على طريقة استبعاد ميدو.
ومن جانبه، قال الجهاز الفني لمنتخب مصر: «القرار جماعي من الجهاز الفني للمنتخب، ولا علاقة له بالتزام اللاعب من عدمه، بل لأسباب فنية».

## المسيرة التدريبية

### نادي الزمالك
أعلن د.كمال درويش رئيس نادي الزمالك في 21 يناير 2014 عن تعيين أحمد حسام ميدو مديرًا فنيًّا للفريق خلفًا للمدرب حلمي طولان، في أول تجربة للنجم أحمد حسام ميدو في عالم التدريب
ونجح أحمد حسام كمدرب لفريق الزمالك من الوصول لدور المجموعات ببطولة دوري أبطال أفريقيا، ونجح في التأهل للدورة الرباعية التي يتحدد فيها بطل الدوري لعام 2014 بعد تراجع للمستوى كان في فترة تدريب المدرب حلمي طولان، وتحقيق لقب كأس مصر لعام 2014 كأصغر مدرب في تاريخ مصر يفوز ببطولة رسمية ليكسر الرقم القياسي المسجل باسم عبده صالح الوحش بالشباب النشائين بعد استبعاد بعد اللاعيبة مثل: أحمد سمير، محمود فتح الله، نور السيد، إسلام عوض، دومينيك دا سيلفا، أحمد جعفر، سعيد محمد قطة، عبد الواحد السيد وذلك لتراجع مستواهم وضياع الدوري المصري الممتاز.
كما كانت من النقاط التي تحسب له خلال أول سنة له مع الزمالك هي إشراك اللاعبين الناشئين وإعطائهم الفرصة، فكان من ضمن الوجوه البارزة يوسف أوباما ومصطفى فتحي وياسر إبراهيم وعبد الرحمن صلاح وعمر إسماعيل يوسف ومحمود خالد شيكا ومحمد عبد المجيد.

في 30 يونيو 2014 أعلن المستشار مرتضى منصور رئيس نادى الزمالك إقالة أحمد حسام ميدو وجهازه الفني وتعيين حسام حسن بدلًا منه كمدير فني لنادي الزمالك، وفي اليوم الذي ترك فيه النادي جاء اسمه ضمن أفضل 100 مدرب عالميًّا واحتل المرتبة 68.
في 3 يناير 2016 أعلن المستشار مرتضى منصور رئيس نادي الزمالك إقالة المدرب البرازيلي ماركوس باكيتا وتعيين احمد حسام ميدو مديرًا فنيًّا للزمالك.
وعاد إلى تدريبه مجددًا في شهر يناير عام 2016 وفاز في أول مباراة له ضد الداخلية في الدوري المصري الممتاز لكرة القدم لعام 2015–2016
وقد تمت إقالته عقب خسارته مباراة القمة أمام الغريم التقليدي الأهلي في مباراة ضمن منافسات الدوري المصري.

### وادي دجلة
وفي 7 نوفمبر 2016 أعلن مسئولو نادي وادي دجلة التعاقد رسميًّا معه ليتولى مهمة تدريب الفريق الكروي الأول لمدة موسمين، خلفًا للفرنسي باتريس كارتيرون.
الوحدة السعودي
مع بداية 2019 تعاقد احمد حسام ميدو مع نادي الوحدة (السعودية)  وحقق نتائج ايجابية في البداية ثم تمت اقالته
مصر المقاصة
مع بداية موسم 2019 - 2020 في الدوري المصري تعاقد نادي مصر للمقاصة  مع ميدو وكان يطمح ان يصل الي كأس العالم للاندية مع النادي ولكن سرعان ما تحطمت طموحاته في ظل فقدان النقاط المتتالي حتي ترك الفريق يصارع الهبوط في وسط الموسم

## وصلات خارجية
- أحمد حسام ميدو على موقع الاتحاد الدولي (مؤرشف)  (الإنجليزية)
- أحمد حسام ميدو على موقع قاعدة بيانات كرة القدم.إي يو (الإنجليزية)
- أحمد حسام ميدو على موقع ناشيونال فوتبول تيمز (الإنجليزية)
- أحمد حسام ميدو على موقع Soccerbase.com (لاعب) (الإنجليزية)
- أحمد حسام ميدو على موقع Soccerway.com (الإنجليزية)
- أحمد حسام ميدو على موقع عالم كرة القدم.نت (الإنجليزية)
- ميدو فانز
- أحمد حسام (ميدو)
- ميدو يعتزل كرة القدم في الـ30 من عمره، شبكة أخبار أرابيوم